# Enzyme Records
Enzyme Records je nizozemska izdavačka kuća koju je 2001. osnovao DJ Ruffneck kao nasljednicu njegovih prijašnjih izdavačkih kuća Gangsta Audiovisuals i Supreme Intelligence Records kako bi ih "ponovno pokrenuo" i nastavio je prema novom stilu hardcorea bez "utapanja u besmislene kritike". Svi izvođači koji su prethodno bili članovi izdavačkih kuća Gangsta Audiovisuals i Supreme Intelligence Records, preselili su se u Enzyme Records. Sa selidbom u Enzyme Records, također je učinjena namjerna smrt zvuka artcorea kojeg je tijekom 1990-ih popularizirao Ruffneck Records.
Izdavačka kuća je specijalizirana za hardcore/gabber, darkcore, industrial hardcore, IDM i ostalu takvu glazbu (uključujući eksperimentalnu).

## Članovi
- Endymion
- Enzyme X
- Meagashira
- Meander
- Nosferatu
- Ophidian
- Project Omeaga
- Ruffneck
- Synapse
- Tapage
- The Outside Agency
- Weapon X

## Podizdavačke kuće
- Enzyme K7
- Enzyme VIP
- Enzyme X

## Vanjske poveznice
- Službena stranica
- YouTube stranica
- Twitter stranica
- MySpace stranica
- Facebook stranica
- Diskografija izdavačke kuće